# عقد (قانون)

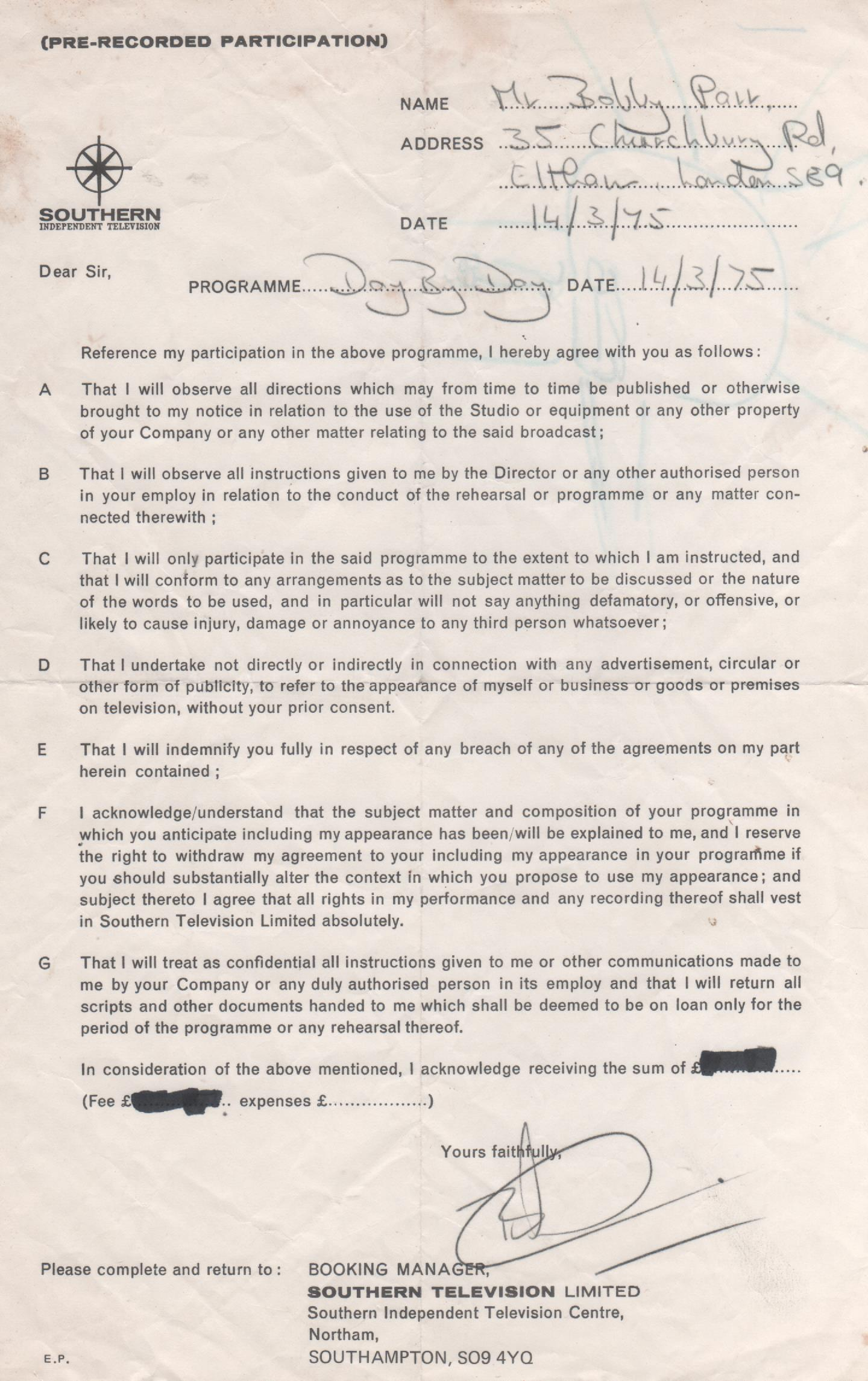
العقد في القانون

العقد في القانون تعرف أغلب القوانين والتشريعات العقد على أنه هو ارتباط الإيجاب بالقبول وتوافق أطراف العقد على وجه يثبت أثره في المعقود عليه، ويعرف كذلك على أنه ارتباط الإيجاب الصادر من أحد المتعاقدين بقبول الآخر، وتوافق كلاً منهما على وجه يثبت أثره في المعقود عليه ويترتب التزام على كلاً منهما بما وجب عليه الآخر. فيكون بذلك العقد هو توافق إرادتين بشأن إنشاء علاقات قانونية ملزمة، وقد تبنت التشريعات الحديثة عدم التفريق بين مصطلح العقد ومصطلح الاتفاق حيث يشيران الآن لنفس المعنى. وتعد النظرية العامة للعقود من أهم النظريات القانونية قاطبة. ويهدف التنظيم القانوني للعقود إلى حفظ حقوق الناس ووضع العملية التعاقدية ضمن إطار تشريعي يكفل حقوق أطراف العقد. ويقوم قانون العقود على العبارة اللاتينية pacta sunt servanda التي هي «العقد شريعة المتعاقدين». وإذا تم الإخلال بالعقد فإن القانون يقدم ما يعرف بالتدابير القضائية (بالإنجليزية: remedies)‏ للتعامل مع ذلك، أحيانا تكون العقود مكتوبة مثلما هو الحال عند شراء أو إيجار منزل، إلا أن النسبة الغالبة من العقود تكون شفهيا، مثلما هو الحال عند شراء كتاب أو فنجان من القهوة، ويندرج قانون العقود تحت ظل القانون المدني كجزء من القانون العام للالتزامات.

## أساس العقد: مبدأ سلطان الإرادة
«مبدأ سلطان الإرادة يدخل في نطاق فلسفة القانون ويُعد من أهم المبادئ القانونية التي منحت المتعاقدين حرية اختيار إبرام العقود وترتيب آثارها» لذلك فإن فكرة العقود تقوم على مبدأ سلطان الإرادة فهو من أهم المبادئ القانونية التي منحت المتعاقدين حرية اختيار إبرام العقود وترتيب أثارها ويقوم هذا المبدأ على أساس الحرية والمساواة.

### تعريفه
يعرف مبدأ سلطان الإرادة على أنه قدرة المتعاقدين على إنشاء ما يتراضيان عليه من العقود وعلى تحديد آثار العقود حسبما يريدان عن طريق الشروط التي تضمن في العقد ، وبذلك يكون مضمون المبدأ هو قدرة الإنسان على إنشاء التصرف القانوني وتحديد آثاره، فيكون المرء حراً في إنشاء أي عقد من العقود دون تقيد بصيغة معينه أو شكل معين.

### مرحلة تكوين العقد
يتمثل دور مبدأ سلطان الإرادة عند تكوين التصرفات القانونية يتمثل في حرية الشخص كقاعدة عامة في أن يتعاقد أو يمتنع عن التقاعد وإبرام التصرف القانوني، وإذا تعاقد كان له أن يحدد مضمون العقد مثل ما يريد، فله الحرية في تحديد مضمون التصرف القانوني وآثاره وهذه الحرية تسمى بالحرية التعاقدية حيث يتجلى فيها مبدأ سلطان الإرادة. ونستخلص من ذلك أن للشخص حرية في أصل التصرف القانوني فله أن يختار التعاقد أو عدم التعاقد، وله كذلك حرية كيفية التعبير عن إرادته في اختيار التعاقد من عدمه ففي العقود الرضائية يمكن أن يكون تعبيره بالإيجاب أو القبول باللفظ أو الكتابة أو الإشارة أو اتخاذ موقف يدل على قبوله أو إيجابه، أما في العقود الشكلية فهي تلزم في ذلك أن يكون تعبير الإرادة من خلال شكل محدد مثل عقود الشركات وعقود الهبة.

### مرحلة انعقاد العقد
يرتب مبدأ سلطان الإرادة أثر مهم بعد انعقاد العقد حيث لا يجوز لأي من المتعاقدين أن ينفرد بنقض هذا العقد أو تعديله بإرادته المنفردة، فيتعين على المتعاقدين أن يخضعا لما قد اتفق عليه في بنود العقد مثل ما يخضعون لما شرعه القانون، كما يتعين على القاضي في الفصل بالنزاع المتعلق بالعقد رعاية تلك العقود وحمايتها كما يحمي النصوص القانونية، فحيث إذا ما طرح عليه نزاع بشأنه فإنه يجب عليه تطبيق أحكام العقد فالعقد شريعة المتعاقدين.

## تقسيمات العقود
يكون للعقود العديد من التقسيمات فيمكن تقسيم العقود من حيث التكوين أو من حيث التنظيم أو من حيث ترتيب الآثار وفقاً للآتي :

### العقود من حيث التكوين
يمكن تقسيم العقد بالنظر إلى شروط تكوينه ويكون هذا التقسيم بوضع العقود إما عقوداً رضائية أو عقوداً شكلية أو عقوداً عينية

#### العقود الرضائية
هي العقود التي يكفي لانعقادها تراضي الطرفين دون حاجة لإفراغ هذا التراضي في شكل خاص فيجوز أن يتم التراضي بالكتابة أو يكون تراضياً شفوياً أو بالإشارة المفهومة.

#### العقود الشكلية
هو العقد الذي لا يكتفى فيه بالإيجاب والقبول بل يشترط إضافة إلى ذلك إفراغ العقد في شكل معين.

#### العقود العينية
فهي العقود التي يتطلب القانون لانعقادها بجانب التراضي تسليم شيء أو عين بحيث لا ينعقد العقد إلا بتسليم ذلك الشيء أو العين.

### العقود من حيث التنظيم
تقسم العقود كذلك بالنظر إلى ما إذا كان قد تم تنظيمها من قبل المشرع أو لم يتم تنظيمها من قبل المشرع وفقاً للآتي :

#### العقود المسماة
وهي العقود التي تعرف باسم خاص لكثرة شيوعها وتداولها بين المتعاملين بحيث وضع المشرع لها وضع وتنظيم قانوني خاص بفئة العقود ؛ ومن العقود المسماة عقود البيع والإيجار.

#### العقود غير المسماة
العقد غير المسمى هو الذي لم ينظمه القانون ولم يشترط شكلية خاصة ولم يعطه اسما معينا لانعقاده وانما تطبق عليه الاحكام العامة للعقود في القانون .

### العقود من حيث ترتيب الآثار
تقسم العقود بالنظر للأثار التي ترتبها على جانبي العقد وفقاً للآتي :

#### العقود الملزمة للجانبين
يسمى هذا العقد بالعقد التبادلي حيث أنه يرتب أثاره على كلا طرفي العقد بحيث ينشئ التزامات متقابلة بين الطرفين بحيث يصبح كل الطرفين دائنا من جهة ومديناً من جهة أخرى ؛ ففي عقد البيع يلتزم المشتري بسداد الثمن بينما يلتزم البائع بالمقابل بتسليم المبيع.

#### العقد الملزم لجانب واحد
وهو العقد الذي ينشئ التزامات في ذمة أحد المتعاقدين أي يكون أحدها دائنا ولا يكون مدين والعكس صحيح مثال عقد الهبة.

## أركان العقد
يتكون العقد من ثلاثة أركان أساسية وهي الرضا والمحل والسبب وفق الآتي :

### الركن الأول: الرضا أو التراضي

#### جوهر التراضي
وهو الركن الأساسي والأول للعقد التراضي هو تطابق إرادتين. والمقصود بالإرادة، هنا، هي الإرادة التي تتجه إلى إحداث أثر قانوني معين، هو إنشاء الالتزام أو نقله أو تعديله أو إنهاؤه. فالرضا من تعريفه يلزم وجود إرادتين أو أكثر فلا يمكن أن ينعقد عقد دون وجود إرادتين أو أكثر فضلاً عن أن قوام الرضا هو الإرادة، ويمكن التعبير عن الإرادة إما صراحة أو ضمنا، فيكون التعريف الصريح بالإرادة بالكلام أو الإشارة أو الكتابة، ويستوي في التعبير أن يكون ضمنياً وهو يدل على المقصود من الإرادة بطريق غير مباشر. إن القانون لا يعتد بالإرادة الباطنة وهي الإرادة الكامنة في نفس صاحبها وإنما يجب التعبير عنها وإخراجها للعالم الخارجي. ويلزم في الرضا أن يكون هناك إيجاباً وقبولاً بحيث أن الإيجاب هو تعبير الشخص عن إرادته في إبرام عقد ويشترط في الإيجاب أن يكون جازماً وكاملاً متضمناً جميع عناصر العقد الجوهرية ؛ ليقابله بذلك القبول وهو الموافقة على إنشاء العقد بناء على الإيجاب المطروح وهو تعبير عن إرادة باته عن إرادة من وجه إليه الإيجاب برضائه عما عرض عليه الموجب، ويشترط لصحة القبول أن يكون مطابقاً للإيجاب وأن يكون قد صدر هذا القبول أثناء قيام الإيجاب في مجلس العقد 

#### شروط صحة الرضا
يشترط في صحة الرضا التالي:
- أن يكون المتعاقدين أهلاً لإبرام العقد؛ أي أن يكونوا متمتعين بالأهلية الكاملة [1]
- أن تكون إرادة المتعاقدين خالية من العيوب ؛ أي أن لا تشوب إرادتهم أي عيب من عيوب الإرادة كالغلط أو التدليس أو لإكراه فلو وجد أحد هذه العيوب أنعدم الرضا.[1]

### الركن الثاني: المحل
هو الركن الثاني من أركان العقد، ومحل العقد هو عبارة عن الاداء الذي يجب على المدين أن يقوم به لمصلحة الدائن، والمحل إما أن يكون نقل حق عيني، أو القيام بعمل، أو الامتناع عن القيام بعمل ما. ويجب التمييز بين محل العقد وموضوعه. وموضوع العقد هو الغاية النوعية، أي المقصد الأصلي الذي جعل العقد طريقاً مشروعاً للوصول إليه  ويشترط في المحل الشروط التالية :
- أن يكون المحل موجودا أو ممكناً.
- أن يكون المحل معيناً أو قابلاً للتعيين.
- أن يكون المحل مشروعاً وغير مخالف للنظام العام.

### الركن الثالث: السبب
يقصد بالسبب الغاية التي يبتغي المتعاقد تحقيقها وراء تعهده بالالتزام، ويختلف السبب عن المحل، فالمحل ما يلتزم به المدين أما السبب فهو الهدف الذي من أجله التزم المدين والمصلحة التي يسعى للحصول عليها من إبرام العقد. ويجب في ذلك كشرط أساسي في صحة السبب أن يكون مشروعاً وإلا كان العقد باطلاً، وبالتالي لا يجوز للسبب أن يكون مخالفاً للنظام العام أو الآداب.

## المسؤولية العقدية
تقوم المسؤولية العقدية عندما يخل المتعاقد بتنفيذ الالتزام الذي رتبه عليه العقد، أو أن يقوم بتنفيذه على وجه مَعيب، والعقد هو الذي يحدد مسؤوليات المتعاقدين من حيث الالتزامات والشروط، فالعقد شريعة المتعاقدين، وتتفق المسؤولية العقدية مع المسؤولية التقصيرية في أن كلاهما يقوم على أساس الخطأ، لكنهما تختلفان في طبيعة هذا الخطأ، فالمسؤولية العقدية أساسها الإخلال بكل أو بعض ما نص عليه العقد، أما المسؤولية التقصيرية فهي الاخلال بالتزام قانوني عام أساسه هو عدم إلحاق الضرر بالغير، وهذا يعني أنهما تختلفان في أن ما يحدد الخطأ في المسؤولية العقدية هو العقد، أما ما يحددها في التقصيرية هو القانون.

## القواعد المكملة
هي القواعد التي يجوز الاتفاق على خلاف ما جاء فيها من أحكام (و تسمى مكملة لكونها تكمل الإرادة المشتركة للعاقدين بالنسبة للمسائل التي أغفلوا التعرض لها في عقودهم). تهدف إلى معاونة الأفراد نحو تحقيق ما تتجه إليه إرادتهم، من خلال تقديم حلول تقصد إلى سد ما أغفلوه في تصرفاتهم، الأمر الذي يجنبهم الاضطرار إلى بيان جميع التفاصيل في عقودهم. وهي تشيع في فروع القانون الخاص (لا سيما في العلاقات العقدية).
هي ملزمة من حيث المبدأ، إلا أن إلزاميتها نسبية، بمعنى أن فعالية القاعدة المكملة مشروطة بموقف الأطراف:
- إذا اتفق العاقدان على خلاف القاعدة المكملة تستبعد، فلا تنطبق على عقدهما
- إذا تبنى العاقدان أو احدهما القاعدة المكملة صراحة ً / أغفلاها، فلم يتفقا على ما يخالفها تتحول إلى قاعدة آمرة وتطبق على عقدهما
- لعلة وراء إلزاميتها النسبية القواعد المكملة تنظم مسائل ثانوية / أو تفصيلية ترتبط بمصالح الأفراد الخاصة وليست ذات علاقة بالمصلحة العامة.

## العقد الإداري
هو العقد الذي يكون أحد أطرافه ممثلا للدولة، وتعتبر الدولة ممثلة في العقد باعتبارها صاحبة السيادة، ويكون ذلك إذا تحقق في العقد ثلاثة شروط مجتمعة:
- الطرف الذي يبرم العقد هو هيئة عامة من أشخاص القانون العام.
- العقد يرد على إنشاء أو تنظيم أو تسيير مرفق عام.
- العقد يحتوي على شروط استثنائية مما لا يعتاد في العقود المدنية بين طرفين ندين.

ومتى كان العقد إداريا كانت مبادئ القانون الإداري واجبة التطبيق، ولا تعرض القضايا المتعلقة بالعقود الإدارية أمام القضاء العادي، بل تختص هيئة قضائية خاصة في النظر بما قد يثور من نزاع بخصوص تطبيق بنود العقد، وتسمى هذه المحاكم في بعض الدول بمجلس الدولة وفي دول أخرى بدوائر أو محاكم القضاء الإداري أو ديوان المظالم كما في المملكة العربية السعودية.